# Hazebrouck
Hazebrouck település Franciaországban, Nord megyében. Lakosainak száma 21 785 fő (2022. január 1.). Hazebrouck Vieux-Berquin, Wallon-Cappel, Borre, Caëstre, Hondeghem és Morbecque községekkel határos.

## Népesség
A település népességének változása:
| Lakosok száma | 21 737 | 21 709 | 22 243 | 21 441 | 21 353 | 21 408 | 21 464 | 21 498 | 21 785 |
|               | 2013   | 2015   | 2016   | 2017   | 2018   | 2019   | 2020   | 2021   | 2022   |